# All världens berättare
All världens berättare var en litterär tidskrift utgiven mellan åren 1945 och 1956 av Åhlén & Åkerlunds förlag som presenterade svensk och utländsk berättarkonst från olika tider.
Målsättningen med tidskriften var, med redaktör Karl Johan Rådström ord i det första numret, att erbjuda ”god, underhållande och bildande litteratur från alla världens länder”. All världens berättare blev till en början mycket populär och nådde under sina första år en upplaga på omkring 40 000, men upplagan började senare sjunka och det blev till slut anledningen till att tidskriften lades ned 1956.
Redaktörer var Karl Johan Rådström (1945–1952), Staffan Andræ (1952–1954), Lars Malmström (främst huvudredaktör 1954–1956), Magnus von Platen (litterär redaktör 1954–1955), Gert Landen (huvudredaktör 1956) och Mårten Edlund (litterär redaktör 1956). 